# Five Nights at Freddy's World
Five Nights at Freddy's World är ett indie- och datorrollspel som släpptes den 21 januari 2016 skapat av spel- och grafikdesignern Scott Cawthon. Till skillnad från de fyra andra spelen är detta inget skräckspel. Spelet har en del karaktärer från de andra Five Nights at Freddy's-spelen, till och med Shadow Freddy och Shadow Bonnie (kallas då för RXQ i party selection).